# Machinda
Machinda – miasto w zachodniej części kontynentalnej Gwinei Równikowej, w prowincji Prowincji Nadmorskiej. W 2005 roku liczyło 2897 mieszkańców.